# Lost on You
„Lost on You” – singel amerykańskiej wokalistki Laury Pergolizzi występującej pod pseudonimem LP, pochodzący z minialbumu Death Valley. Utwór zyskał największą popularność we Francji, Grecji, Polsce, Izraelu i Rumunii gdzie uplasował się na pozycji #1. Za produkcję piosenki odpowiedzialni są Nate Campany, Mike Del Rio oraz Michael Gonzales. We Włoszech „Lost on You” uzyskał status platynowej płyty za sprzedaż ponad 50 000 egzemplarzy singla.
1 czerwca 2016 roku ukazał się teledysk do singla, który został wyreżyserowany przez Chucka Davida Willisa. Aktorkami występującymi w obrazie są Laura Hanson Sims oraz Lauren Ruth Ward.

## Lista utworów
Digital download
- Lost on You – 4:26

## Notowania
| Lista przebojów (2015-16)          | Najwyższa pozycja |
| ---------------------------------- | ----------------- |
| Belgia (Ultratop Flandria)         | 18                |
| Belgia (Ultratop Walonia)          | 1                 |
| Chorwacja (ARC Top 40)             | 5                 |
| Czechy (Rádio Top 100)             | 1                 |
| Francja (SNEP)                     | 1                 |
| Grecja (Digital Songs)             | 1                 |
| Hiszpania (PROMUSICAE)             | 60                |
| Holandia (Airplay Top 50)          | 16                |
| Izrael (Media Forest TV airplay)   | 1                 |
| Luksemburg (Digital Songs)         | 3                 |
| Niemcy (Media Control Charts)      | 42                |
| Polska (AirPlay – Top)             | 1                 |
| Rumunia (Airplay 100)              | 1                 |
| San Marino (Radio Top 50)          | 2                 |
| Słowacja (Singles Digitál Top 100) | 13                |
| Słowenia (SloTop50)                | 1                 |
| Szwajcaria (Schweizer Hitparade)   | 5                 |
| Włochy (FIMI)                      | 5                 |

| Kraj          | Certyfikat         | Sprzedaż |
| ------------- | ------------------ | -------- |
| Włochy (FIMI) | 4× platynowa płyta | 200 000+ |
| Polska (ZPAV) | platynowa płyta    | 20 000+  |